# Московський район (Київ)
Московський райо́н — нині Голосіївський район,  до 2001 року колишній адміністративно-територіальний район міста Києва. Був розміщений у південній частині міста. До складу району входили місцевості Голосіїв, Деміївка, Добрий Шлях, Саперне Поле, Нова Забудова, Ширма, Китаїв, Мишоловка, Феофанія, Саперна Слобідка, Пирогів, масиви Теремки 1 та 2. 
Територією району протікали річки Горіхуватка, Совка, Нивка та Голосіївський струмок.
Межував із Залізничним, Старокиївським, Печерським та Харківським (з 1987 року) районами Києва, Києво-Святошинським районом Київської області.
Межі району пролягали: з півночі вулицею Саксаганського від вулиці Толстого до вулиці Еспланадної, з північного сходу, сходу та південного сходу західною межею музею «Київська фортеця», Лабораторний провулок до вулиці Літньої, вулиця Літня, промислова зона від вулиці Літньої до Тверського тупика, Тверський тупик, вулиці Івана Павла II, Миколи Раєвського, Глазунова, Джона Маккейна, Академіка Філатова, бульвар Дружби Народів, залізниця Київ-Дарниця до залізниці Київ-Миронівка, залізниця Київ-Миронівка до Корчуватського переїзду, вул. Пирогівський Шлях, Дніпровське шосе до межі міста (до 1987 року - по залізниці Київ-Миронівка до озера Єрик, по акваторії Дніпра до межі міста), на півдні та південному заходу по межі міста до виходу вулиці Дмитра Луценка на Кільцеву дорогу, по вулицях Дмитра Луценка, Юрія Смолича, Московській, Московському провулку, вулиці Михайла Максимовича, Охтирському провулку, вулицям Кайсарова, Володимира Брожка, по західній та північній межі Байкового кладовища до вулиці Миколи Грінченка, з заходу через залізницю Київ-Дарниця до вул. Лабораторної, по вул. Лабораторній до вул. Малевича, по вулицях Малевича, Короленківській та Володимирській до вулиці Саксаганського.
Найбільші вулиці: Столичне шосе, проспекти Валерія Лобановського, Голосіївський, Академіка Глушкова, Науки, вулиці Велика Васильківська, Заболотного.

## Історія
Район був утворений 1918 року як Деміївський, 1921 року був сформований наново під такою ж назвою. У 1930-х роках існував у складі укрупненого Ленінського району. 
4 квітня 1937 року ЦВК УРСР було затверджено постанову, за якою новоутворений район отримав назву Кагановичський. 1957 року було розширено межі міста та до складу району включено села Пирогів, Чапаєвка, Жуків острів, Феофанію, дачні масиви Конча-Заспи, того ж року район було перейменовано на Московський. Після включення 1975 року до складу міста та району житлового масиву поблизу Метрологічної вулиці, збудованого на території Києво-Святошинського району Київської області, набув тих меж, які в цілому зберігалися до кінця існування. 
1987 року внаслідок утворення Харківського району до останнього увійшла територія між Столичним шосе і залізницею Київ-Миронівка та Дніпром із селищами Корчувате та Чапаєвка.
У 2001 році у ході адміністративно-територіальної реформи в Києві територія (із включенням до меж частини Залізничного району, обмеженої вулицями Лабораторною, Казимира Малевича, Короленківською, Володимирською, Саксаганського та Льва Толстого; із включенням до меж частини Харківського району, обмеженої акваторією Дніпра, залізницею Київ-Дарниця, Столичним шосе, Пирогівським шляхом та Дніпровським шосе до міської межі; із виключенням у межі Печерського району території вздовж непарного боку вулиці Великої Васильківської від вул. Саксаганського до бульвару Дружби Народів) увійшла до складу новоутвореного Голосіївського району.